# Jean de Poitiers
Jean de Poitiers (* 1475; † 26. August 1539) war Seigneur de Saint-Vallier, Vicomte d’Estoile, 1514 Gouverneur und Grand-Sénéchal de Provence. Er war der Vater von Diane de Poitiers, der Mätresse des Königs Heinrich II.

## Leben
Jean de Poitiers war der Sohn von Aymar de Poitiers († nach 1510), Seigneur de Saint-Vallier etc., Marchese di Crotone, 1484/92 Gouverneur und Grand-Sénéchal de Provence, und Jeanne de La Tour dite de Boulogne (Haus La Tour d’Auvergne). 1514 war er selbst Gouverneur und Großseneschall der Provence. Im gleichen Jahr heiratete seine Tochter Diane Louis de Brézé, Comte de Maulévrier.
1523 enthüllte Louis de Brézé König Franz I. die Verschwörung des Connétable de Bourbon, nicht wissend, dass Jean de Poitiers darin verwickelt war. Jean wurde daraufhin 1524 des Hochverrats angeklagt und zum Tode verurteilt, 1526 wurde er – bereits auf dem Schafott stehend – von Franz I. begnadigt, wobei sein Schwiegersohn Louis de Brézé als Grund angegeben wurden. Die Konfiskation seiner Güter wurde aufgehoben. Er selbst starb am 26. August 1539 unter Hausarrest in der Festung Loches.

## Ehen und Nachkommen
Er heiratete mit Ehevertrag vom 4. März 1489 in erster Ehe Jeanne de Batarnay, Tochter von Imbert de Batarnay, Seigneur du Bouchage, und Georgette de Montchenu. Aus dieser Ehe stammen seine Kinder:
- Philibert de Poitiers, † jung
- Guillaume de Poitiers, † nach 1547, Comte d’Albon, Vicomte de l’Étoile, französischer Lieutenant-général von Dauphiné und Savoyen, bestattet in Saint-Vallier; ⚭ 1523/26 Claudine de Miolans, † Chambéry 1579, Dame de Miolans, Tochter von Louis, Baron de Miolans, Comte de Montmayeur
- Diane de Poitiers (* zwischen September 1499 und Januar 1500; † 22. oder 26. April 1566 Schloss Anet), 1548 Duchesse de Valentinois, 1553 Duchesse d’Étampes, Mätresse des Königs Heinrich II.; ⚭ (Ehevertrag 29. März 1514) Louis de Brézé, Comte de Maulévrier, † 1532 (Haus Brézé)
- Anne de Poitiers, † 1539/46; ⚭ 1516 Antoine II., Baron de Clermont-en-Viennois, † 1530
- Françoise de Poitiers, † nach 19. März 1546; ⚭ 13. April 1532 Antoine III. de Clermont, Comte de Clermont(-en-Viennois), 1553 Grand-maître de forêts de France, † kurz nach 12. April 1578

In zweiter Ehe heiratete er am 8. Juni 1516 Françoise de Chabannes, † 19. Juni 1517, Tochter von Jean, Seigneur de Vandenesse, und Claude Le Viste, Witwe von Louis, Baron de Miolans, Comte de Montmayeur. In dritter Ehe heiratete er mit Ehevertrag vom 26. September 1532 Françoise de Polignac, † nach 1559, Tochter von Guillaume Armand, Vicomte de Polignac, Witwe von Jean de Gramont, Baron de Gramont, und Jean d’Albaron, Seigneur de Lévins-sur-Rhône (Haus Chalencon) Diese Ehen blieben ohne Nachkommen. 
Jean de Poitiers unterzeichnete am 24. August 1539 auf Burg Pizançon sein Testament und starb zwei Tage später. Er wurde in Pizançon bestattet. Françoise de Chabannes heiratete in vierter Ehe 1542 Jean de La Baume-Montrevel und in fünfter Ehe Jean de Lugny, † wohl 1557.

## Le roi s'amuseundRigoletto
Die Geschichte Jean de Poitiers diente Victor Hugo als Inspiration für eine Figur in seinem Le roi s'amuse von 1832, die zu Graf Monterone wurde, als Francesco Maria Piave und Giuseppe Verdi die Handlung ihrer Oper Rigoletto von Frankreich in das Herzogtum Mantua verlegten.